# Watertoren (Hasselt Sint-Truidersteenweg)
De watertoren aan de Sint-Truidersteenweg in Hasselt werd in 1911 gebouwd en heeft een capaciteit van 1000 m³. Samen met de Watertoren van Hasselt en die van Schimpen verzorgt deze toren de drinkwatervoorziening van Hasselt.

## Beschrijving
De watertoren bestaat uit een betonnen cilindrische kuip op een open constructie met dubbele pijlercirkel. De buitenste pijlercirkel telt vijftien pijlers. De voet is opgevuld met baksteenmetselwerk. In 1954 en 1977 werd de toren gerestaureerd en in 1991 beschilderd door de Maastrichtse kunstenaar Rob Lange, dit in het kader van het Interlimburgen project van de Jonge Economische Kamers uit Belgisch en Nederlands Limburg.